# 英瓦尔·吕德尔
英瓦尔·吕德尔（瑞典語：Ingvar Rydell，1922年5月7日—2013年6月20日），瑞典男子足球运动员，司职前锋。他曾代表瑞典国家队参加1952年夏季奥林匹克运动会足球比赛，获得一枚铜牌。